# Eugenia victoriana
Eugenia victoriana là một loài thực vật có hoa trong Họ Đào kim nương. Loài này được Cuatrec. mô tả khoa học đầu tiên năm 1970.